# Třída Audacious
Třída Audacious byly letadlové lodě britského královského námořnictva vyvinuté za druhé světové války a dostavěné za studené války. Ve službě byly v letech 1951–1979. Obě byly ze služby vyřazeny.

## Stavba
V průběhu druhé světové války byla objednána stavba celkem čtyř velkých letadlových lodí třídy Audacious. V letech 1942–1945 byly založeny kýly tří plavidel, konec války však přinesl přehodnocení stavebního programu, takže po válce bylo dokončení prvních dvou trupů (Audacious a Irresistible) pozastaveno a stavba druhého páru (Eagle a Africa) byla zcela zrušena. Konstrukce plavidel byla podstatně vylepšena (např. úhlová paluba), což však zároveň protáhlo jejich stavbu. Dokončená plavidla byla do služby zařazena v letech 1951 a 1955 pod novými jmény Eagle (ex Audacious) a Ark Royal (ex Irresistible).
Jednotky třídy Audacious:
| Jméno                            | Loděnice                   | Založení kýlu  | Spuštěna        | Vstup do služby | Status                                                |
| -------------------------------- | -------------------------- | -------------- | --------------- | --------------- | ----------------------------------------------------- |
| Eagle (R05, ex Audacious)        | Harland and Wolff, Belfast | 24. října 1942 | 19. března 1946 | 1. října 1951   | Do rezervy 1972, vyřazena 1976 a později sešrotována. |
| Ark Royal (R09, ex Irresistible) | Cammell Laird, Birkenhead  | 3. května 1945 | 3. května 1950  | 25. února 1955  | Vyřazena 1979.                                        |
| HMS Eagle                        | Vickers-Armstrong, Tyne    | 19. dubna 1944 | –               | –               | stavba zrušena v lednu 1946                           |
| HMS Africa                       | Fairfield, Govan           | –              | –               | –               | stavba zrušena před založením kýlu                    |

## Služba

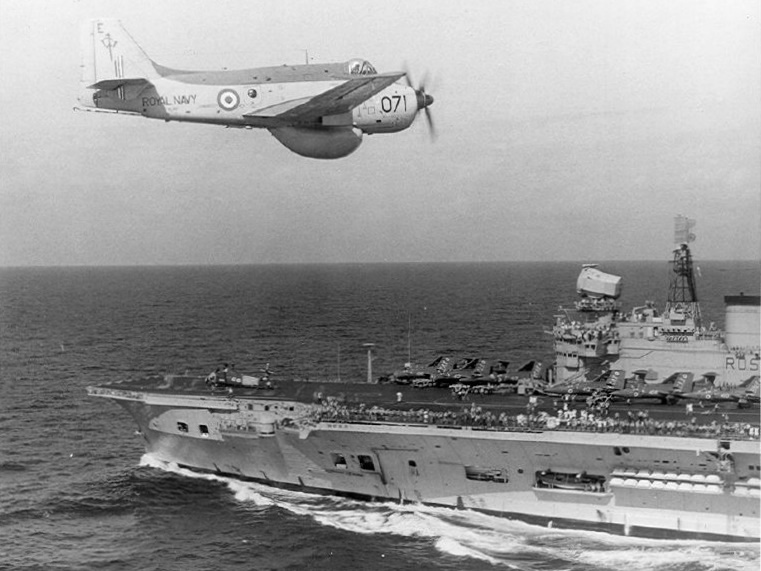
HMS Eagle (R05)

Eagle byla poprvé bojově nasazena roku 1956, kdy se účastnila bojů při Suezské krizi. Ark Royal byla v roce 1965 byla součástí sil prosazující námořní blokádu Rhodesie.